# 2. Bundesliga 2025-26
La temporada 2025-26 de la 2. Bundesliga corresponde a la 52.ª edición de la Segunda División de Alemania. La fase regular comenzó a disputarse el 1 de agosto de 2025 y terminará en mayo de 2026.
Un total de 18 equipos participan en la competición, incluyendo 14 equipos de la temporada anterior, 2 provenientes de la 1. Bundesliga 2024-25 y 2 provenientes de la 3. Liga 2024-25.

## Sistema de competición
Participan en la 2. Bundesliga 18 clubes que, siguiendo un calendario establecido por sorteo, se enfrentan entre sí en dos partidos, uno en terreno propio y otro en campo contrario. El ganador de cada partido tiene tres puntos, el empate otorga un punto y la derrota, cero puntos.
El torneo se disputa entre los meses de agosto de 2025 y mayo de 2026. Al término de la temporada, los dos primeros clasificados ascenderán a la 1. Bundesliga,y el tercer clasificado, disputará su ascenso con el antepenúltimo clasificado de la 1. Bundesliga. Los dos últimos descenderán a la 3. Liga y el antepenúltimo clasificado, disputará su permanencia con el tercer clasificado de la 3. Liga.

## Relevos
| Pos. | Ascendidos a 1. Bundesliga |
| ---- | -------------------------- |
| 1.º  | Colonia                    |
| 2.º  | Hamburgo                   |

| Pos. | Descendidos de 1. Bundesliga |
| ---- | ---------------------------- |
| 17.º | Holstein Kiel                |
| 18.º | Bochum                       |

| Pos. | Ascendidos de 3. Liga |
| ---- | --------------------- |
| 1.º  | Arminia Bielefeld     |
| 2.º  | Dinamo Dresde         |

| Pos. | Descendidos a 3. Liga |
| ---- | --------------------- |
| 17.º | Ulm                   |
| 18.º | Jahn Ratisbona        |

## Información
| Equipo              | Ciudad             | Entrenador           | Capitán           | Estadio                        | Capacidad | Proveedor | Patrocinador principal  |
| ------------------- | ------------------ | -------------------- | ----------------- | ------------------------------ | --------- | --------- | ----------------------- |
| Arminia Bielefeld   | Bielefeld          | Michél Kniat         | Mael Corboz       | SchücoArena                    | 27 332    | Macron    | Schuco                  |
| Bochum              | Bochum             | Dieter Hecking       | Anthony Losilla   | Vonovia Ruhrstadion            | 27 599    | Mizuno    | Vonovia                 |
| Darmstadt 98        | Darmstadt          | Florian Kohfeldt     | Fabian Holland    | Merck-Stadion am Böllenfalltor | 17 810    | Craft     | HAIX                    |
| Dinamo Dresde       | Dresde             | Thomas Stamm         | Stefan Kutschke   | Rudolf-Harbig-Stadion          | 32 249    | Jako      | ALL-INKL.COM            |
| Eintracht Brunswick | Brunswick          | Heiner Backhaus      | Ermin Bičakčić    | Eintracht-Stadion              | 23 325    | Puma      | BRAWO Gruop             |
| Elversberg          | Spiesen-Elversberg | Vincent Wagner       | Robin Fellhauer   | URSAPHARM-Arena                | 10 000    | Nike      | HYLO                    |
| Fortuna Düsseldorf  | Düsseldorf         | Daniel Thioune       | Andre Hoffmann    | Merkur Spiel-Arena             | 54 600    | Adidas    | Targobank               |
| Greuther Fürth      | Fürth              | Thomas Kleine        | Branimir Hrgota   | Sportpark Ronhof Thomas Sommer | 16 626    | Puma      | Hofmann Personal        |
| Hannover 96         | Hannover           | Christian Titz       | Ron-Robert Zieler | Heinz-von-Heide-Arena          | 49 000    | Macron    | Heise                   |
| Hertha Berlín       | Berlín             | Stefan Leitl         | Toni Leistner     | Olympiastadion                 | 74 649    | Nike      | CheckCars24.de          |
| Holstein Kiel       | Kiel               | Marcel Rapp          | Lewis Holtby      | Holstein-Stadion               | 15 034    | Puma      | Famila                  |
| Kaiserslautern      | Kaiserslautern     | Torsten Lieberknecht | Marlon Ritter     | Fritz-Walter-Stadion           | 49 780    | Castore   | Novoline                |
| Karlsruher          | Karlsruhe          | Christian Eichner    | Marvin Wanitzek   | Wildparkstadion                | 29 699    | Macron    | SWEG                    |
| Magdeburgo          | Magdeburgo         | Markus Fiedler       | Dominik Reimann   | MDCC-Arena                     | 30 098    | Hummel    | Humanas                 |
| Núremberg           | Núremberg          | Miroslav Klose       | Robin Knoche      | Max-Morlock-Stadion            | 49 923    | Adidas    | Nürnberger Versicherung |
| Paderborn 07        | Paderborn          | Ralf Kettemann       | Raphael Obermair  | Home Deluxe Arena              | 15 000    | Saller    | Four 20 Pharma          |
| Preußen Münster     | Münster            | Alexander Ende       | Marc Lorenz       | Preußenstadion                 | 15 050    | Jako      | FIEGE                   |
| Schalke 04          | Gelsenkirchen      | Miron Muslić         | Kenan Karaman     | Veltins-Arena                  | 62 271    | Adidas    | SUN Minimeal            |

### Cambios de entrenadores
| Equipo | Entrenador (Jornadas) | Fecha de vacante | Tipo de salida | Posición en la tabla | Entrenador entrante | Fecha de nombramiento |
| ------ | --------------------- | ---------------- | -------------- | -------------------- | ------------------- | --------------------- |

### Equipos por estados federados
| Región                      | N.º | Equipos                                                                                   |
| --------------------------- | --- | ----------------------------------------------------------------------------------------- |
| Renania del Norte-Westfalia | 6   | Arminia Bielefeld, Bochum, Fortuna Düsseldorf, Paderborn 07, Preußen Münster y Schalke 04 |
| Baja Sajonia                | 2   | Eintracht Brunswick y Hannover 96                                                         |
| Baviera                     | 2   | Greuther Fürth y Núremberg                                                                |
| Baden-Wurtemberg            | 1   | Karlsruher                                                                                |
| Berlín                      | 1   | Hertha Berlín                                                                             |
| Hesse                       | 1   | Darmstadt 98                                                                              |
| Renania-Palatinado          | 1   | Kaiserslautern                                                                            |
| Sajonia                     | 1   | Dinamo Dresde                                                                             |
| Sajonia-Anhalt              | 1   | Magdeburgo                                                                                |
| Sarre                       | 1   | Elversberg                                                                                |
| Schleswig-Holstein          | 1   | Holstein Kiel                                                                             |

## Clasificación
| Pos. | Equipo              | Pts. | PJ | G | E | P | GF | GC | Dif. | Clasificación 2025-26                |
| ---- | ------------------- | ---- | -- | - | - | - | -- | -- | ---- | ------------------------------------ |
| 1    | Arminia Bielefeld   | 6    | 2  | 2 | 0 | 0 | 7  | 1  | +6   | Ascenso a 1. Bundesliga              |
| 2    | Darmstadt 98        | 6    | 2  | 2 | 0 | 0 | 5  | 1  | +4   | Ascenso a 1. Bundesliga              |
| 3    | Hannover 96         | 6    | 2  | 2 | 0 | 0 | 3  | 0  | +3   | Promoción de ascenso a 1. Bundesliga |
| 4    | Eintracht Brunswick | 6    | 2  | 2 | 0 | 0 | 4  | 2  | +2   |                                      |
| 5    | Paderborn 07        | 4    | 2  | 1 | 1 | 0 | 3  | 2  | +1   |                                      |
| 6    | Karlsruher          | 4    | 2  | 1 | 1 | 0 | 3  | 2  | +1   |                                      |
| 7    | Greuther Fürth      | 3    | 2  | 1 | 0 | 1 | 5  | 5  | 0    |                                      |
| 8    | Magdeburgo          | 3    | 2  | 1 | 0 | 1 | 2  | 2  | 0    |                                      |
| 9    | Schalke 04          | 3    | 2  | 1 | 0 | 1 | 2  | 2  | 0    |                                      |
| 10   | Kaiserslautern      | 3    | 2  | 1 | 0 | 1 | 1  | 1  | 0    |                                      |
| 11   | Bochum              | 3    | 2  | 1 | 0 | 1 | 3  | 4  | −1   |                                      |
| 12   | Elversberg          | 3    | 2  | 1 | 0 | 1 | 1  | 2  | −1   |                                      |
| 13   | Preußen Münster     | 1    | 2  | 0 | 1 | 1 | 3  | 4  | −1   |                                      |
| 14   | Hertha Berlín       | 1    | 2  | 0 | 1 | 1 | 1  | 2  | −1   |                                      |
| 15   | Dinamo Dresde       | 0    | 2  | 0 | 0 | 2 | 3  | 5  | −2   |                                      |
| 16   | Núremberg           | 0    | 2  | 0 | 0 | 2 | 0  | 2  | −2   | Promoción de descenso a 3. Liga      |
| 17   | Holstein Kiel       | 0    | 2  | 0 | 0 | 2 | 1  | 4  | −3   | Descenso a 3. Liga                   |
| 18   | Fortuna Düsseldorf  | 0    | 2  | 0 | 0 | 2 | 1  | 7  | −6   | Descenso a 3. Liga                   |

Actualizado a los partidos jugados el 10 de agosto de 2025.
 Fuente: DFB
Criterios de clasificación: Puntos · Diferencia de goles · Goles a favor · Enfrentamientos directos

## Evolución de la clasificación
| Equipo              | 01 | 02 | 03 | 04 | 05 | 06 | 07 | 08 | 09 | 10 | 11 | 12 | 13 | 14 | 15 | 16 | 17 | 18 | 19 | 20 | 21 | 22 | 23 | 24 | 25 | 26 | 27 | 28 | 29 | 30 | 31 | 32 | 33 | 34 |
| ------------------- | -- | -- | -- | -- | -- | -- | -- | -- | -- | -- | -- | -- | -- | -- | -- | -- | -- | -- | -- | -- | -- | -- | -- | -- | -- | -- | -- | -- | -- | -- | -- | -- | -- | -- |
| Arminia Bielefeld   | 1  | 1  |    |    |    |    |    |    |    |    |    |    |    |    |    |    |    |    |    |    |    |    |    |    |    |    |    |    |    |    |    |    |    |    |
| Bochum              | 17 | 11 |    |    |    |    |    |    |    |    |    |    |    |    |    |    |    |    |    |    |    |    |    |    |    |    |    |    |    |    |    |    |    |    |
| Darmstadt 98        | 2  | 2  |    |    |    |    |    |    |    |    |    |    |    |    |    |    |    |    |    |    |    |    |    |    |    |    |    |    |    |    |    |    |    |    |
| Dinamo Dresde       | 10 | 15 |    |    |    |    |    |    |    |    |    |    |    |    |    |    |    |    |    |    |    |    |    |    |    |    |    |    |    |    |    |    |    |    |
| Eintracht Brunswick | 7  | 4  |    |    |    |    |    |    |    |    |    |    |    |    |    |    |    |    |    |    |    |    |    |    |    |    |    |    |    |    |    |    |    |    |
| Elversberg          | 8  | 12 |    |    |    |    |    |    |    |    |    |    |    |    |    |    |    |    |    |    |    |    |    |    |    |    |    |    |    |    |    |    |    |    |
| Fortuna Düsseldorf  | 18 | 18 |    |    |    |    |    |    |    |    |    |    |    |    |    |    |    |    |    |    |    |    |    |    |    |    |    |    |    |    |    |    |    |    |
| Greuther Fürth      | 3  | 7  |    |    |    |    |    |    |    |    |    |    |    |    |    |    |    |    |    |    |    |    |    |    |    |    |    |    |    |    |    |    |    |    |
| Hannover 96         | 9  | 3  |    |    |    |    |    |    |    |    |    |    |    |    |    |    |    |    |    |    |    |    |    |    |    |    |    |    |    |    |    |    |    |    |
| Hertha Berlín       | 12 | 14 |    |    |    |    |    |    |    |    |    |    |    |    |    |    |    |    |    |    |    |    |    |    |    |    |    |    |    |    |    |    |    |    |
| Holstein Kiel       | 13 | 17 |    |    |    |    |    |    |    |    |    |    |    |    |    |    |    |    |    |    |    |    |    |    |    |    |    |    |    |    |    |    |    |    |
| Kaiserslautern      | 14 | 10 |    |    |    |    |    |    |    |    |    |    |    |    |    |    |    |    |    |    |    |    |    |    |    |    |    |    |    |    |    |    |    |    |
| Karlsruher          | 4  | 6  |    |    |    |    |    |    |    |    |    |    |    |    |    |    |    |    |    |    |    |    |    |    |    |    |    |    |    |    |    |    |    |    |
| Magdeburgo          | 15 | 8  |    |    |    |    |    |    |    |    |    |    |    |    |    |    |    |    |    |    |    |    |    |    |    |    |    |    |    |    |    |    |    |    |
| Núremberg           | 16 | 16 |    |    |    |    |    |    |    |    |    |    |    |    |    |    |    |    |    |    |    |    |    |    |    |    |    |    |    |    |    |    |    |    |
| Paderborn 07        | 5  | 5  |    |    |    |    |    |    |    |    |    |    |    |    |    |    |    |    |    |    |    |    |    |    |    |    |    |    |    |    |    |    |    |    |
| Preußen Münster     | 11 | 13 |    |    |    |    |    |    |    |    |    |    |    |    |    |    |    |    |    |    |    |    |    |    |    |    |    |    |    |    |    |    |    |    |
| Schalke 04          | 6  | 9  |    |    |    |    |    |    |    |    |    |    |    |    |    |    |    |    |    |    |    |    |    |    |    |    |    |    |    |    |    |    |    |    |

## Resultados
- Los horarios corresponden al huso horario de Alemania (Hora central europea): UTC+1 en horario estándar y UTC+2 en horario de verano.

### Primera vuelta
| Jornada 1         | Jornada 1 | Jornada 1           | Jornada 1                      | Jornada 1   | Jornada 1 |
| Local             | Resultado | Visitante           | Estadio                        | Fecha       | Hora      |
| ----------------- | --------- | ------------------- | ------------------------------ | ----------- | --------- |
| Schalke 04        | 2 – 1     | Hertha Berlín       | Veltins-Arena                  | 1 de agosto | 20:30     |
| Elversberg        | 1 – 0     | Núremberg           | URSAPHARM-Arena                | 2 de agosto | 13:00     |
| Paderborn 07      | 2 – 1     | Holstein Kiel       | Home Deluxe Arena              | 2 de agosto | 13:00     |
| Karlsruher        | 3 – 2     | Preußen Münster     | Wildparkstadion                | 2 de agosto | 13:00     |
| Darmstadt 98      | 4 – 1     | Bochum              | Merck-Stadion am Böllenfalltor | 2 de agosto | 13:00     |
| Arminia Bielefeld | 5 – 1     | Fortuna Düsseldorf  | SchücoArena                    | 2 de agosto | 20:30     |
| Magdeburgo        | 0 – 1     | Eintracht Brunswick | MDCC-Arena                     | 3 de agosto | 13:30     |
| Hannover 96       | 1 – 0     | Kaiserslautern      | Heinz-von-Heide-Arena          | 3 de agosto | 13:30     |
| Greuther Fürth    | 3 – 2     | Dinamo Dresde       | Sportpark Ronhof Thomas Sommer | 3 de agosto | 13:30     |

| Jornada 2           | Jornada 2 | Jornada 2         | Jornada 2             | Jornada 2    | Jornada 2 |
| Local               | Resultado | Visitante         | Estadio               | Fecha        | Hora      |
| ------------------- | --------- | ----------------- | --------------------- | ------------ | --------- |
| Núremberg           | 0 – 1     | Darmstadt 98      | Max-Morlock-Stadion   | 8 de agosto  | 18:30     |
| Preußen Münster     | 1 – 1     | Paderborn 07      | Preußenstadion        | 8 de agosto  | 18:30     |
| Fortuna Düsseldorf  | 0 – 2     | Hannover 96       | Merkur Spiel-Arena    | 9 de agosto  | 13:00     |
| Eintracht Brunswick | 3 – 2     | Greuther Fürth    | Eintracht-Stadion     | 9 de agosto  | 13:00     |
| Dinamo Dresde       | 1 – 2     | Magdeburgo        | Rudolf-Harbig-Stadion | 9 de agosto  | 13:00     |
| Kaiserslautern      | 1 – 0     | Schalke 04        | Fritz-Walter-Stadion  | 9 de agosto  | 20:30     |
| Holstein Kiel       | 0 – 2     | Arminia Bielefeld | Holstein-Stadion      | 10 de agosto | 13:30     |
| Bochum              | 2 – 0     | Elversberg        | Vonovia Ruhrstadion   | 10 de agosto | 13:30     |
| Hertha Berlín       | 0 – 0     | Karlsruher        | Olímpico de Berlín    | 10 de agosto | 13:30     |

| Jornada 3         | Jornada 3 | Jornada 3           | Jornada 3                      | Jornada 3    | Jornada 3 |
| Local             | Resultado | Visitante           | Estadio                        | Fecha        | Hora      |
| ----------------- | --------- | ------------------- | ------------------------------ | ------------ | --------- |
| Elversberg        | –         | Kaiserslautern      | URSAPHARM-Arena                | 22 de agosto | 18:30     |
| Preußen Münster   | –         | Núremberg           | Preußenstadion                 | 22 de agosto | 18:30     |
| Paderborn 07      | –         | Fortuna Düsseldorf  | Home Deluxe Arena              | 23 de agosto | 13:00     |
| Karlsruher        | –         | Eintracht Brunswick | Wildparkstadion                | 23 de agosto | 13:00     |
| Hannover 96       | –         | Magdeburgo          | Heinz-von-Heide-Arena          | 23 de agosto | 13:00     |
| Schalke 04        | –         | Bochum              | Veltins-Arena                  | 23 de agosto | 20:30     |
| Darmstadt 98      | –         | Hertha Berlín       | Merck-Stadion am Böllenfalltor | 24 de agosto | 13:30     |
| Greuther Fürth    | –         | Holstein Kiel       | Sportpark Ronhof Thomas Sommer | 24 de agosto | 13:30     |
| Arminia Bielefeld | –         | Dinamo Dresde       | SchücoArena                    | 24 de agosto | 13:30     |

| Jornada 4           | Jornada 4 | Jornada 4         | Jornada 4             | Jornada 4    | Jornada 4 |
| Local               | Resultado | Visitante         | Estadio               | Fecha        | Hora      |
| ------------------- | --------- | ----------------- | --------------------- | ------------ | --------- |
| Núremberg           | –         | Paderborn 07      | Max-Morlock-Stadion   | 29 de agosto | 18:30     |
| Hertha Berlín       | –         | Elversberg        | Olímpico de Berlín    | 29 de agosto | 18:30     |
| Holstein Kiel       | –         | Hannover 96       | Holstein-Stadion      | 30 de agosto | 13:00     |
| Bochum              | –         | Preußen Münster   | Vonovia Ruhrstadion   | 30 de agosto | 13:00     |
| Eintracht Brunswick | –         | Arminia Bielefeld | Eintracht-Stadion     | 30 de agosto | 13:00     |
| Fortuna Düsseldorf  | –         | Karlsruher        | Merkur Spiel-Arena    | 30 de agosto | 20:30     |
| Magdeburgo          | –         | Greuther Fürth    | MDCC-Arena            | 31 de agosto | 13:30     |
| Kaiserslautern      | –         | Darmstadt 98      | Fritz-Walter-Stadion  | 31 de agosto | 13:30     |
| Dinamo Dresde       | –         | Schalke 04        | Rudolf-Harbig-Stadion | 31 de agosto | 13:30     |

| Jornada 5         | Jornada 5 | Jornada 5           | Jornada 5                      | Jornada 5        | Jornada 5 |
| Local             | Resultado | Visitante           | Estadio                        | Fecha            | Hora      |
| ----------------- | --------- | ------------------- | ------------------------------ | ---------------- | --------- |
| Paderborn 07      | –         | Bochum              | Home Deluxe Arena              | 12 de septiembre | 18:30     |
| Arminia Bielefeld | –         | Magdeburgo          | SchücoArena                    | 12 de septiembre | 18:30     |
| Karlsruher        | –         | Núremberg           | Wildparkstadion                | 13 de septiembre | 13:00     |
| Darmstadt 98      | –         | Eintracht Brunswick | Merck-Stadion am Böllenfalltor | 13 de septiembre | 13:00     |
| Schalke 04        | –         | Holstein Kiel       | Veltins-Arena                  | 13 de septiembre | 13:00     |
| Hannover 96       | –         | Hertha Berlín       | Heinz-von-Heide-Arena          | 13 de septiembre | 20:30     |
| Elversberg        | –         | Dinamo Dresde       | URSAPHARM-Arena                | 14 de septiembre | 13:30     |
| Greuther Fürth    | –         | Kaiserslautern      | Sportpark Ronhof Thomas Sommer | 14 de septiembre | 13:30     |
| Preußen Münster   | –         | Fortuna Düsseldorf  | Preußenstadion                 | 14 de septiembre | 13:30     |

| Jornada 6           | Jornada 6 | Jornada 6       | Jornada 6             | Jornada 6        | Jornada 6 |
| Local               | Resultado | Visitante       | Estadio               | Fecha            | Hora      |
| ------------------- | --------- | --------------- | --------------------- | ---------------- | --------- |
| Kaiserslautern      | –         | Preußen Münster | Fritz-Walter-Stadion  | 19 de septiembre | 18:30     |
| Arminia Bielefeld   | –         | Greuther Fürth  | SchücoArena           | 19 de septiembre | 18:30     |
| Magdeburgo          | –         | Schalke 04      | MDCC-Arena            | 20 de septiembre | 13:00     |
| Hertha Berlín       | –         | Paderborn 07    | Olímpico de Berlín    | 20 de septiembre | 13:00     |
| Eintracht Brunswick | –         | Elversberg      | Eintracht-Stadion     | 20 de septiembre | 13:00     |
| Núremberg           | –         | Bochum          | Max-Morlock-Stadion   | 20 de septiembre | 20:30     |
| Holstein Kiel       | –         | Karlsruher      | Holstein-Stadion      | 21 de septiembre | 13:30     |
| Fortuna Düsseldorf  | –         | Darmstadt 98    | Merkur Spiel-Arena    | 21 de septiembre | 13:30     |
| Dinamo Dresde       | –         | Hannover 96     | Rudolf-Harbig-Stadion | 21 de septiembre | 13:30     |

| Jornada 7       | Jornada 7 | Jornada 7           | Jornada 7                      | Jornada 7        | Jornada 7 |
| Local           | Resultado | Visitante           | Estadio                        | Fecha            | Hora      |
| --------------- | --------- | ------------------- | ------------------------------ | ---------------- | --------- |
| Darmstadt 98    | –         | Dinamo Dresde       | Merck-Stadion am Böllenfalltor | 26 de septiembre | 18:30     |
| Schalke 04      | –         | Greuther Fürth      | Veltins-Arena                  | 26 de septiembre | 18:30     |
| Elversberg      | –         | Holstein Kiel       | URSAPHARM-Arena                | 27 de septiembre | 13:00     |
| Paderborn 07    | –         | Kaiserslautern      | Home Deluxe Arena              | 27 de septiembre | 13:00     |
| Karlsruher      | –         | Magdeburgo          | Wildparkstadion                | 27 de septiembre | 13:00     |
| Bochum          | –         | Fortuna Düsseldorf  | Vonovia Ruhrstadion            | 27 de septiembre | 20:30     |
| Hannover 96     | –         | Arminia Bielefeld   | Heinz-von-Heide-Arena          | 28 de septiembre | 13:30     |
| Núremberg       | –         | Hertha Berlín       | Max-Morlock-Stadion            | 28 de septiembre | 13:30     |
| Preußen Münster | –         | Eintracht Brunswick | Preußenstadion                 | 28 de septiembre | 13:30     |

| Jornada 8           | Jornada 8 | Jornada 8       | Jornada 8                      | Jornada 8    | Jornada 8    |
| Local               | Resultado | Visitante       | Estadio                        | Fecha        | Hora         |
| ------------------- | --------- | --------------- | ------------------------------ | ------------ | ------------ |
| Holstein Kiel       | –         | Darmstadt 98    | Holstein-Stadion               | 4 de octubre | 4 de octubre |
| Magdeburgo          | –         | Elversberg      | MDCC-Arena                     | 4 de octubre | 4 de octubre |
| Fortuna Düsseldorf  | –         | Núremberg       | Merkur Spiel-Arena             | 4 de octubre | 4 de octubre |
| Kaiserslautern      | –         | Bochum          | Fritz-Walter-Stadion           | 4 de octubre | 4 de octubre |
| Hertha Berlín       | –         | Preußen Münster | Olímpico de Berlín             | 4 de octubre | 4 de octubre |
| Greuther Fürth      | –         | Hannover 96     | Sportpark Ronhof Thomas Sommer | 4 de octubre | 4 de octubre |
| Eintracht Brunswick | –         | Paderborn 07    | Eintracht-Stadion              | 4 de octubre | 4 de octubre |
| Arminia Bielefeld   | –         | Schalke 04      | SchücoArena                    | 4 de octubre | 4 de octubre |
| Dinamo Dresde       | –         | Karlsruher      | Rudolf-Harbig-Stadion          | 4 de octubre | 4 de octubre |

| Jornada 9          | Jornada 9 | Jornada 9           | Jornada 9                      | Jornada 9     | Jornada 9     |
| Local              | Resultado | Visitante           | Estadio                        | Fecha         | Hora          |
| ------------------ | --------- | ------------------- | ------------------------------ | ------------- | ------------- |
| Bochum             | –         | Hertha Berlín       | Vonovia Ruhrstadion            | 18 de octubre | 18 de octubre |
| Elversberg         | –         | Greuther Fürth      | URSAPHARM-Arena                | 18 de octubre | 18 de octubre |
| Paderborn 07       | –         | Arminia Bielefeld   | Home Deluxe Arena              | 18 de octubre | 18 de octubre |
| Fortuna Düsseldorf | –         | Eintracht Brunswick | Merkur Spiel-Arena             | 18 de octubre | 18 de octubre |
| Karlsruher         | –         | Kaiserslautern      | Wildparkstadion                | 18 de octubre | 18 de octubre |
| Hannover 96        | –         | Schalke 04          | Heinz-von-Heide-Arena          | 18 de octubre | 18 de octubre |
| Núremberg          | –         | Holstein Kiel       | Max-Morlock-Stadion            | 18 de octubre | 18 de octubre |
| Darmstadt 98       | –         | Magdeburgo          | Merck-Stadion am Böllenfalltor | 18 de octubre | 18 de octubre |
| Preußen Münster    | –         | Diname Dresde       | Preußenstadion                 | 18 de octubre | 18 de octubre |

| Jornada 10          | Jornada 10 | Jornada 10         | Jornada 10                     | Jornada 10    | Jornada 10    |
| Local               | Resultado  | Visitante          | Estadio                        | Fecha         | Hora          |
| ------------------- | ---------- | ------------------ | ------------------------------ | ------------- | ------------- |
| Holstein Kiel       | –          | Bochum             | Holstein-Stadion               | 25 de octubre | 25 de octubre |
| Magdeburgo          | –          | Preußen Münster    | MDCC-Arena                     | 25 de octubre | 25 de octubre |
| Kaiserslautern      | –          | Núremberg          | Fritz-Walter-Stadion           | 25 de octubre | 25 de octubre |
| Hertha Berlín       | –          | Fortuna Düsseldorf | Olímpico de Berlín             | 25 de octubre | 25 de octubre |
| Greuther Fürth      | –          | Karlsruher         | Sportpark Ronhof Thomas Sommer | 25 de octubre | 25 de octubre |
| Schalke 04          | –          | Darmstadt 98       | Veltins-Arena                  | 25 de octubre | 25 de octubre |
| Eintracht Brunswick | –          | Hannover 96        | Eintracht-Stadion              | 25 de octubre | 25 de octubre |
| Arminia Bielefeld   | –          | Elversberg         | SchücoArena                    | 25 de octubre | 25 de octubre |
| Dinamo Dresde       | –          | Paderborn 07       | Rudolf-Harbig-Stadion          | 25 de octubre | 25 de octubre |

| Jornada 11         | Jornada 11 | Jornada 11          | Jornada 11                     | Jornada 11     | Jornada 11     |
| Local              | Resultado  | Visitante           | Estadio                        | Fecha          | Hora           |
| ------------------ | ---------- | ------------------- | ------------------------------ | -------------- | -------------- |
| Bochum             | –          | Magdeburgo          | Vonovia Ruhrstadion            | 1 de noviembre | 1 de noviembre |
| Elversberg         | –          | Hannover 96         | URSAPHARM-Arena                | 1 de noviembre | 1 de noviembre |
| Paderborn 07       | –          | Greuther Fürth      | Home Deluxe Arena              | 1 de noviembre | 1 de noviembre |
| Fortuna Düsseldorf | –          | Kaiserslautern      | Merkur Spiel-Arena             | 1 de noviembre | 1 de noviembre |
| Karlsruher         | –          | Schalke 04          | Wildparkstadion                | 1 de noviembre | 1 de noviembre |
| Núremberg          | –          | Eintracht Brunswick | Max-Morlock-Stadion            | 1 de noviembre | 1 de noviembre |
| Hertha Berlín      | –          | Dinamo Dresde       | Olímpico de Berlín             | 1 de noviembre | 1 de noviembre |
| Darmstadt 98       | –          | Arminia Bielefeld   | Merck-Stadion am Böllenfalltor | 1 de noviembre | 1 de noviembre |
| Preußen Münster    | –          | Holstein Kiel       | Preußenstadion                 | 1 de noviembre | 1 de noviembre |

| Jornada 12          | Jornada 12 | Jornada 12         | Jornada 12                     | Jornada 12     | Jornada 12     |
| Local               | Resultado  | Visitante          | Estadio                        | Fecha          | Hora           |
| ------------------- | ---------- | ------------------ | ------------------------------ | -------------- | -------------- |
| Holstein Kiel       | –          | Fortuna Düsseldorf | Holstein-Stadion               | 8 de noviembre | 8 de noviembre |
| Magdeburgo          | –          | Paderborn 07       | MDCC-Arena                     | 8 de noviembre | 8 de noviembre |
| Kaiserslautern      | –          | Hertha Berlín      | Fritz-Walter-Stadion           | 8 de noviembre | 8 de noviembre |
| Hannover 96         | –          | Darmstadt 98       | Heinz-von-Heide-Arena          | 8 de noviembre | 8 de noviembre |
| Greuther Fürth      | –          | Preußen Münster    | Sportpark Ronhof Thomas Sommer | 8 de noviembre | 8 de noviembre |
| Schalke 04          | –          | Elversberg         | Veltins-Arena                  | 8 de noviembre | 8 de noviembre |
| Eintracht Brunswick | –          | Bochum             | Eintracht-Stadion              | 8 de noviembre | 8 de noviembre |
| Arminia Bielefeld   | –          | Karlsruher         | SchücoArena                    | 8 de noviembre | 8 de noviembre |
| Dinamo Dresde       | –          | Núremberg          | Rudolf-Harbig-Stadion          | 8 de noviembre | 8 de noviembre |

| Jornada 13         | Jornada 13 | Jornada 13          | Jornada 13                     | Jornada 13      | Jornada 13      |
| Local              | Resultado  | Visitante           | Estadio                        | Fecha           | Hora            |
| ------------------ | ---------- | ------------------- | ------------------------------ | --------------- | --------------- |
| Bochum             | –          | Dinamo Dresde       | Vonovia Ruhrstadion            | 22 de noviembre | 22 de noviembre |
| Paderborn 07       | –          | Hannover 96         | Home Deluxe Arena              | 22 de noviembre | 22 de noviembre |
| Fortuna Düsseldorf | –          | Magdeburgo          | Merkur Spiel-Arena             | 22 de noviembre | 22 de noviembre |
| Kaiserslautern     | –          | Holstein Kiel       | Fritz-Walter-Stadion           | 22 de noviembre | 22 de noviembre |
| Karlsruher         | –          | Elversberg          | Wildparkstadion                | 22 de noviembre | 22 de noviembre |
| Núremberg          | –          | Arminia Bielefeld   | Max-Morlock-Stadion            | 22 de noviembre | 22 de noviembre |
| Hertha Berlín      | –          | Eintracht Brunswick | Olímpico de Berlín             | 22 de noviembre | 22 de noviembre |
| Darmstadt 98       | –          | Greuther Fürth      | Merck-Stadion am Böllenfalltor | 22 de noviembre | 22 de noviembre |
| Preußen Münster    | –          | Schalke 04          | Preußenstadion                 | 22 de noviembre | 22 de noviembre |

| Jornada 14          | Jornada 14 | Jornada 14         | Jornada 14                     | Jornada 14      | Jornada 14      |
| Local               | Resultado  | Visitante          | Estadio                        | Fecha           | Hora            |
| ------------------- | ---------- | ------------------ | ------------------------------ | --------------- | --------------- |
| Holstein Kiel       | –          | Hertha Berlín      | Holstein-Stadion               | 29 de noviembre | 29 de noviembre |
| Elversberg          | –          | Darmstadt 98       | URSAPHARM-Arena                | 29 de noviembre | 29 de noviembre |
| Magdeburgo          | –          | Núremberg          | MDCC-Arena                     | 29 de noviembre | 29 de noviembre |
| Hannover 96         | –          | Karlsruher         | Heinz-von-Heide-Arena          | 29 de noviembre | 29 de noviembre |
| Greuther Fürth      | –          | Bochum             | Sportpark Ronhof Thomas Sommer | 29 de noviembre | 29 de noviembre |
| Schalke 04          | –          | Paderborn 07       | Veltins-Arena                  | 29 de noviembre | 29 de noviembre |
| Eintracht Brunswick | –          | Kaiserslautern     | Eintracht-Stadion              | 29 de noviembre | 29 de noviembre |
| Arminia Bielefeld   | –          | Preußen Münster    | SchücoArena                    | 29 de noviembre | 29 de noviembre |
| Dinamo Dresde       | –          | Fortuna Düsseldorf | Rudolf-Harbig-Stadion          | 29 de noviembre | 29 de noviembre |

| Jornada 15          | Jornada 15 | Jornada 15        | Jornada 15                     | Jornada 15     | Jornada 15     |
| Local               | Resultado  | Visitante         | Estadio                        | Fecha          | Hora           |
| ------------------- | ---------- | ----------------- | ------------------------------ | -------------- | -------------- |
| Bochum              | –          | Arminia Bielefeld | Vonovia Ruhrstadion            | 6 de diciembre | 6 de diciembre |
| Paderborn 07        | –          | Elversberg        | Home Deluxe Arena              | 6 de diciembre | 6 de diciembre |
| Fortuna Düsseldorf  | –          | Schalke 04        | Merkur Spiel-Arena             | 6 de diciembre | 6 de diciembre |
| Kaiserslautern      | –          | Dinamo Dresde     | Fritz-Walter-Stadion           | 6 de diciembre | 6 de diciembre |
| Núremberg           | –          | Greuther Fürth    | Max-Morlock-Stadion            | 6 de diciembre | 6 de diciembre |
| Hertha Berlín       | –          | Magdeburgo        | Olímpico de Berlín             | 6 de diciembre | 6 de diciembre |
| Darmstadt 98        | –          | Karlsruher        | Merck-Stadion am Böllenfalltor | 6 de diciembre | 6 de diciembre |
| Preußen Münster     | –          | Hannover 96       | Preußenstadion                 | 6 de diciembre | 6 de diciembre |
| Eintracht Brunswick | –          | Holstein Kiel     | Eintracht-Stadion              | 6 de diciembre | 6 de diciembre |

| Jornada 16        | Jornada 16 | Jornada 16          | Jornada 16                     | Jornada 16      | Jornada 16      |
| Local             | Resultado  | Visitante           | Estadio                        | Fecha           | Hora            |
| ----------------- | ---------- | ------------------- | ------------------------------ | --------------- | --------------- |
| Elversberg        | –          | Fortuna Düsseldorf  | URSAPHARM-Arena                | 13 de diciembre | 13 de diciembre |
| Magdeburgo        | –          | Holstein Kiel       | MDCC-Arena                     | 13 de diciembre | 13 de diciembre |
| Karlsruher        | –          | Paderborn 07        | Wildparkstadion                | 13 de diciembre | 13 de diciembre |
| Hannover 96       | –          | Bochum              | Heinz-von-Heide-Arena          | 13 de diciembre | 13 de diciembre |
| Darmstadt 98      | –          | Preußen Münster     | Merck-Stadion am Böllenfalltor | 13 de diciembre | 13 de diciembre |
| Greuther Fürth    | –          | Hertha Berlín       | Sportpark Ronhof Thomas Sommer | 13 de diciembre | 13 de diciembre |
| Schalke 04        | –          | Núremberg           | Veltins-Arena                  | 13 de diciembre | 13 de diciembre |
| Arminia Bielefeld | –          | Kaiserslautern      | SchücoArena                    | 13 de diciembre | 13 de diciembre |
| Dinamo Dresde     | –          | Eintracht Brunswick | Rudolf-Harbig-Stadion          | 13 de diciembre | 13 de diciembre |

| Jornada 17          | Jornada 17 | Jornada 17        | Jornada 17           | Jornada 17      | Jornada 17      |
| Local               | Resultado  | Visitante         | Estadio              | Fecha           | Hora            |
| ------------------- | ---------- | ----------------- | -------------------- | --------------- | --------------- |
| Holstein Kiel       | –          | Dinamo Dresde     | Holstein-Stadion     | 20 de diciembre | 20 de diciembre |
| Bochum              | –          | Karlsruher        | Vonovia Ruhrstadion  | 20 de diciembre | 20 de diciembre |
| Paderborn 07        | –          | Darmstadt 98      | Home Deluxe Arena    | 20 de diciembre | 20 de diciembre |
| Fortuna Düsseldorf  | –          | Greuther Fürth    | Merkur Spiel-Arena   | 20 de diciembre | 20 de diciembre |
| Kaiserslautern      | –          | Magdeburgo        | Fritz-Walter-Stadion | 20 de diciembre | 20 de diciembre |
| Núremberg           | –          | Hannover 96       | Max-Morlock-Stadion  | 20 de diciembre | 20 de diciembre |
| Hertha Berlín       | –          | Arminia Bielefeld | Olímpico de Berlín   | 20 de diciembre | 20 de diciembre |
| Preußen Münster     | –          | Elversberg        | Preußenstadion       | 20 de diciembre | 20 de diciembre |
| Eintracht Brunswick | –          | Schalke 04        | Eintracht-Stadion    | 20 de diciembre | 20 de diciembre |

### Segunda vuelta
| Jornada 18          | Jornada 18 | Jornada 18        | Jornada 18            | Jornada 18  | Jornada 18  |
| Local               | Resultado  | Visitante         | Estadio               | Fecha       | Hora        |
| ------------------- | ---------- | ----------------- | --------------------- | ----------- | ----------- |
| Holstein Kiel       | –          | Paderborn 07      | Holstein-Stadion      | 17 de enero | 17 de enero |
| Bochum              | –          | Darmstadt 98      | Vonovia Ruhrstadion   | 17 de enero | 17 de enero |
| Fortuna Düsseldorf  | –          | Arminia Bielefeld | Merkur Spiel-Arena    | 17 de enero | 17 de enero |
| Kaiserslautern      | –          | Hannover 96       | Fritz-Walter-Stadion  | 17 de enero | 17 de enero |
| Núremberg           | –          | Elversberg        | Max-Morlock-Stadion   | 17 de enero | 17 de enero |
| Hertha Berlín       | –          | Schalke 04        | Olímpico de Berlín    | 17 de enero | 17 de enero |
| Preußen Münster     | –          | Karlsruher        | Preußenstadion        | 17 de enero | 17 de enero |
| Eintracht Brunswick | –          | Magdeburgo        | Eintracht-Stadion     | 17 de enero | 17 de enero |
| Dinamo Dresde       | –          | Greuther Fürth    | Rudolf-Harbig-Stadion | 17 de enero | 17 de enero |

| Jornada 19        | Jornada 19 | Jornada 19          | Jornada 19                     | Jornada 19  | Jornada 19  |
| Local             | Resultado  | Visitante           | Estadio                        | Fecha       | Hora        |
| ----------------- | ---------- | ------------------- | ------------------------------ | ----------- | ----------- |
| Elversberg        | –          | Bochum              | URSAPHARM-Arena                | 24 de enero | 24 de enero |
| Paderborn 07      | –          | Preußen Münster     | Home Deluxe Arena              | 24 de enero | 24 de enero |
| Magdeburgo        | –          | Dinamo Dresde       | MDCC-Arena                     | 24 de enero | 24 de enero |
| Karlsruher        | –          | Hertha Berlín       | Wildparkstadion                | 24 de enero | 24 de enero |
| Hannover 96       | –          | Fortuna Düsseldorf  | Heinz-von-Heide-Arena          | 24 de enero | 24 de enero |
| Darmstadt 98      | –          | Núremberg           | Merck-Stadion am Böllenfalltor | 24 de enero | 24 de enero |
| Greuther Fürth    | –          | Eintracht Brunswick | Sportpark Ronhof Thomas Sommer | 24 de enero | 24 de enero |
| Schalke 04        | –          | Kaiserslautern      | Veltins-Arena                  | 24 de enero | 24 de enero |
| Arminia Bielefeld | –          | Holstein Kiel       | SchücoArena                    | 24 de enero | 24 de enero |

| Jornada 20          | Jornada 20 | Jornada 20        | Jornada 20            | Jornada 20  | Jornada 20  |
| Local               | Resultado  | Visitante         | Estadio               | Fecha       | Hora        |
| ------------------- | ---------- | ----------------- | --------------------- | ----------- | ----------- |
| Holstein Kiel       | –          | Greuther Fürth    | Holstein-Stadion      | 31 de enero | 31 de enero |
| Bochum              | –          | Schalke 04        | Vonovia Ruhrstadion   | 31 de enero | 31 de enero |
| Magdeburgo          | –          | Hannover 96       | MDCC-Arena            | 31 de enero | 31 de enero |
| Fortuna Düsseldorf  | –          | Paderborn 07      | Merkur Spiel-Arena    | 31 de enero | 31 de enero |
| Kaiserslautern      | –          | Elversberg        | Fritz-Walter-Stadion  | 31 de enero | 31 de enero |
| Núremberg           | –          | Preußen Münster   | Max-Morlock-Stadion   | 31 de enero | 31 de enero |
| Hertha Berlín       | –          | Darmstadt 98      | Olímpico de Berlín    | 31 de enero | 31 de enero |
| Eintracht Brunswick | –          | Karlsruher        | Eintracht-Stadion     | 31 de enero | 31 de enero |
| Dinamo Dresde       | –          | Arminia Bielefeld | Rudolf-Harbig-Stadion | 31 de enero | 31 de enero |

| Jornada 21        | Jornada 21 | Jornada 21          | Jornada 21                     | Jornada 21   | Jornada 21   |
| Local             | Resultado  | Visitante           | Estadio                        | Fecha        | Hora         |
| ----------------- | ---------- | ------------------- | ------------------------------ | ------------ | ------------ |
| Elversberg        | –          | Hertha Berlín       | URSAPHARM-Arena                | 7 de febrero | 7 de febrero |
| Paderborn 07      | –          | Núremberg           | Home Deluxe Arena              | 7 de febrero | 7 de febrero |
| Karlsruher        | –          | Fortuna Düsseldorf  | Wildparkstadion                | 7 de febrero | 7 de febrero |
| Hannover 96       | –          | Holstein Kiel       | Heinz-von-Heide-Arena          | 7 de febrero | 7 de febrero |
| Darmstadt 98      | –          | Kaiserslautern      | Merck-Stadion am Böllenfalltor | 7 de febrero | 7 de febrero |
| Greuther Fürth    | –          | Magdeburgo          | Sportpark Ronhof Thomas Sommer | 7 de febrero | 7 de febrero |
| Schalke 04        | –          | Dinamo Dresde       | Veltins-Arena                  | 7 de febrero | 7 de febrero |
| Preußen Münster   | –          | Bochum              | Preußenstadion                 | 7 de febrero | 7 de febrero |
| Arminia Bielefeld | –          | Eintracht Brunswick | SchücoArena                    | 7 de febrero | 7 de febrero |

| Jornada 22          | Jornada 22 | Jornada 22        | Jornada 22            | Jornada 22    | Jornada 22    |
| Local               | Resultado  | Visitante         | Estadio               | Fecha         | Hora          |
| ------------------- | ---------- | ----------------- | --------------------- | ------------- | ------------- |
| Holstein Kiel       | –          | Schalke 04        | Holstein-Stadion      | 14 de febrero | 14 de febrero |
| Bochum              | –          | Paderborn 07      | Vonovia Ruhrstadion   | 14 de febrero | 14 de febrero |
| Magdeburgo          | –          | Arminia Bielefeld | MDCC-Arena            | 14 de febrero | 14 de febrero |
| Fortuna Düsseldorf  | –          | Preußen Münster   | Merkur Spiel-Arena    | 14 de febrero | 14 de febrero |
| Kaiserslautern      | –          | Greuther Fürth    | Fritz-Walter-Stadion  | 14 de febrero | 14 de febrero |
| Núremberg           | –          | Karlsruher        | Max-Morlock-Stadion   | 14 de febrero | 14 de febrero |
| Hertha Berlín       | –          | Hannover 96       | Olímpico de Berlín    | 14 de febrero | 14 de febrero |
| Eintracht Brunswick | –          | Darmstadt 98      | Eintracht-Stadion     | 14 de febrero | 14 de febrero |
| Dinamo Dresde       | –          | Elversberg        | Rudolf-Harbig-Stadion | 14 de febrero | 14 de febrero |

| Jornada 23      | Jornada 23 | Jornada 23          | Jornada 23                     | Jornada 23    | Jornada 23    |
| Local           | Resultado  | Visitante           | Estadio                        | Fecha         | Hora          |
| --------------- | ---------- | ------------------- | ------------------------------ | ------------- | ------------- |
| Bochum          | –          | Núremberg           | Vonovia Ruhrstadion            | 21 de febrero | 21 de febrero |
| Elversberg      | –          | Eintracht Brunswick | URSAPHARM-Arena                | 21 de febrero | 21 de febrero |
| Paderborn 07    | –          | Hertha Berlín       | Home Deluxe Arena              | 21 de febrero | 21 de febrero |
| Karlsruher      | –          | Holstein Kiel       | Wildparkstadion                | 21 de febrero | 21 de febrero |
| Hannover 96     | –          | Dinamo Dresde       | Heinz-von-Heide-Arena          | 21 de febrero | 21 de febrero |
| Darmstadt 98    | –          | Fortuna Düsseldorf  | Merck-Stadion am Böllenfalltor | 21 de febrero | 21 de febrero |
| Greuther Fürth  | –          | Arminia Bielefeld   | Sportpark Ronhof Thomas Sommer | 21 de febrero | 21 de febrero |
| Schalke 04      | –          | Magdeburgo          | Veltins-Arena                  | 21 de febrero | 21 de febrero |
| Preußen Münster | –          | Kaiserslautern      | Preußenstadion                 | 21 de febrero | 21 de febrero |

| Jornada 24          | Jornada 24 | Jornada 24      | Jornada 24                     | Jornada 24    | Jornada 24    |
| Local               | Resultado  | Visitante       | Estadio                        | Fecha         | Hora          |
| ------------------- | ---------- | --------------- | ------------------------------ | ------------- | ------------- |
| Holstein Kiel       | –          | Elversberg      | Holstein-Stadion               | 28 de febrero | 28 de febrero |
| Magdeburgo          | –          | Karlsruher      | MDCC-Arena                     | 28 de febrero | 28 de febrero |
| Fortuna Düsseldorf  | –          | Bochum          | Merkur Spiel-Arena             | 28 de febrero | 28 de febrero |
| Kaiserslautern      | –          | Paderborn 07    | Fritz-Walter-Stadion           | 28 de febrero | 28 de febrero |
| Hertha Berlín       | –          | Núremberg       | Olímpico de Berlín             | 28 de febrero | 28 de febrero |
| Greuther Fürth      | –          | Schalke 04      | Sportpark Ronhof Thomas Sommer | 28 de febrero | 28 de febrero |
| Eintracht Brunswick | –          | Preußen Münster | Eintracht-Stadion              | 28 de febrero | 28 de febrero |
| Arminia Bielefeld   | –          | Hannover 96     | SchücoArena                    | 28 de febrero | 28 de febrero |
| Dinamo Dresde       | –          | Darmstadt 98    | Rudolf-Harbig-Stadion          | 28 de febrero | 28 de febrero |

| Jornada 25      | Jornada 25 | Jornada 25          | Jornada 25                     | Jornada 25 | Jornada 25 |
| Local           | Resultado  | Visitante           | Estadio                        | Fecha      | Hora       |
| --------------- | ---------- | ------------------- | ------------------------------ | ---------- | ---------- |
| Bochum          | –          | Kaiserslautern      | Vonovia Ruhrstadion            | 8 de marzo | 8 de marzo |
| Elversberg      | –          | Magdeburgo          | URSAPHARM-Arena                | 8 de marzo | 8 de marzo |
| Paderborn 07    | –          | Eintracht Brunswick | Home Deluxe Arena              | 8 de marzo | 8 de marzo |
| Karlsruher      | –          | Dinamo Dresde       | Wildparkstadion                | 8 de marzo | 8 de marzo |
| Hannover 96     | –          | Greuther Fürth      | Heinz-von-Heide-Arena          | 8 de marzo | 8 de marzo |
| Núremberg       | –          | Fortuna Düsseldorf  | Max-Morlock-Stadion            | 8 de marzo | 8 de marzo |
| Darmstadt 98    | –          | Holstein Kiel       | Merck-Stadion am Böllenfalltor | 8 de marzo | 8 de marzo |
| Schalke 04      | –          | Arminia Bielefeld   | Veltins-Arena                  | 8 de marzo | 8 de marzo |
| Preußen Münster | –          | Hertha Berlín       | Preußenstadion                 | 8 de marzo | 8 de marzo |

| Jornada 26          | Jornada 26 | Jornada 26         | Jornada 26                     | Jornada 26  | Jornada 26  |
| Local               | Resultado  | Visitante          | Estadio                        | Fecha       | Hora        |
| ------------------- | ---------- | ------------------ | ------------------------------ | ----------- | ----------- |
| Holstein Kiel       | –          | Núremberg          | Holstein-Stadion               | 15 de marzo | 15 de marzo |
| Magdeburgo          | –          | Darmstadt 98       | MDCC-Arena                     | 15 de marzo | 15 de marzo |
| Kaiserslautern      | –          | Karlsruher         | Fritz-Walter-Stadion           | 15 de marzo | 15 de marzo |
| Hertha Berlín       | –          | Bochum             | Olímpico de Berlín             | 15 de marzo | 15 de marzo |
| Greuther Fürth      | –          | Elversberg         | Sportpark Ronhof Thomas Sommer | 15 de marzo | 15 de marzo |
| Schalke 04          | –          | Hannover 96        | Veltins-Arena                  | 15 de marzo | 15 de marzo |
| Eintracht Brunswick | –          | Fortuna Düsseldorf | Eintracht-Stadion              | 15 de marzo | 15 de marzo |
| Arminia Bielefeld   | –          | Paderborn 07       | SchücoArena                    | 15 de marzo | 15 de marzo |
| Dinamo Dresde       | –          | Preußen Münster    | Rudolf-Harbig-Stadion          | 15 de marzo | 15 de marzo |

| Jornada 27         | Jornada 27 | Jornada 27          | Jornada 27                     | Jornada 27  | Jornada 27  |
| Local              | Resultado  | Visitante           | Estadio                        | Fecha       | Hora        |
| ------------------ | ---------- | ------------------- | ------------------------------ | ----------- | ----------- |
| Bochum             | –          | Holstein Kiel       | Vonovia Ruhrstadion            | 22 de marzo | 22 de marzo |
| Elversberg         | –          | Arminia Bielefeld   | URSAPHARM-Arena                | 22 de marzo | 22 de marzo |
| Paderborn 07       | –          | Dinamo Dresde       | Home Deluxe Arena              | 22 de marzo | 22 de marzo |
| Fortuna Düsseldorf | –          | Hertha Berlín       | Merkur Spiel-Arena             | 22 de marzo | 22 de marzo |
| Karlsruher         | –          | Greuther Fürth      | Wildparkstadion                | 22 de marzo | 22 de marzo |
| Hannover 96        | –          | Eintracht Brunswick | Heinz-von-Heide-Arena          | 22 de marzo | 22 de marzo |
| Núremberg          | –          | Kaiserslautern      | Max-Morlock-Stadion            | 22 de marzo | 22 de marzo |
| Darmstadt 98       | –          | Schalke 04          | Merck-Stadion am Böllenfalltor | 22 de marzo | 22 de marzo |
| Preußen Münster    | –          | Magdeburgo          | Preußenstadion                 | 22 de marzo | 22 de marzo |

| Jornada 28          | Jornada 28 | Jornada 28         | Jornada 28                     | Jornada 28 | Jornada 28 |
| Local               | Resultado  | Visitante          | Estadio                        | Fecha      | Hora       |
| ------------------- | ---------- | ------------------ | ------------------------------ | ---------- | ---------- |
| Holstein Kiel       | –          | Preußen Münster    | Holstein-Stadion               | 5 de abril | 5 de abril |
| Magdeburgo          | –          | Bochum             | MDCC-Arena                     | 5 de abril | 5 de abril |
| Kaiserslautern      | –          | Fortuna Düsseldorf | Fritz-Walter-Stadion           | 5 de abril | 5 de abril |
| Hannover 96         | –          | Elversberg         | Heinz-von-Heide-Arena          | 5 de abril | 5 de abril |
| Greuther Fürth      | –          | Paderborn 07       | Sportpark Ronhof Thomas Sommer | 5 de abril | 5 de abril |
| Schalke 04          | –          | Karlsruher         | Veltins-Arena                  | 5 de abril | 5 de abril |
| Eintracht Brunswick | –          | Núremberg          | Eintracht-Stadion              | 5 de abril | 5 de abril |
| Arminia Bielefeld   | –          | Darmstadt 98       | SchücoArena                    | 5 de abril | 5 de abril |
| Dinamo Dresde       | –          | Hertha Berlín      | Rudolf-Harbig-Stadion          | 5 de abril | 5 de abril |

| Jornada 29         | Jornada 29 | Jornada 29          | Jornada 29                     | Jornada 29  | Jornada 29  |
| Local              | Resultado  | Visitante           | Estadio                        | Fecha       | Hora        |
| ------------------ | ---------- | ------------------- | ------------------------------ | ----------- | ----------- |
| Bochum             | –          | Eintracht Brunswick | Vonovia Ruhrstadion            | 12 de abril | 12 de abril |
| Elversberg         | –          | Schalke 04          | URSAPHARM-Arena                | 12 de abril | 12 de abril |
| Paderborn 07       | –          | Magdeburgo          | Home Deluxe Arena              | 12 de abril | 12 de abril |
| Fortuna Düsseldorf | –          | Holstein Kiel       | Merkur Spiel-Arena             | 12 de abril | 12 de abril |
| Karlsruher         | –          | Arminia Bielefeld   | Wildparkstadion                | 12 de abril | 12 de abril |
| Núremberg          | –          | Dinamo Dresde       | Max-Morlock-Stadion            | 12 de abril | 12 de abril |
| Hertha Berlín      | –          | Kaiserslautern      | Olímpico de Berlín             | 12 de abril | 12 de abril |
| Darmstadt 98       | –          | Hannover 96         | Merck-Stadion am Böllenfalltor | 12 de abril | 12 de abril |
| Preußen Münster    | –          | Greuther Fürth      | Preußenstadion                 | 12 de abril | 12 de abril |

| Jornada 30          | Jornada 30 | Jornada 30         | Jornada 30                     | Jornada 30  | Jornada 30  |
| Local               | Resultado  | Visitante          | Estadio                        | Fecha       | Hora        |
| ------------------- | ---------- | ------------------ | ------------------------------ | ----------- | ----------- |
| Holstein Kiel       | –          | Kaiserslautern     | Holstein-Stadion               | 19 de abril | 19 de abril |
| Elversberg          | –          | Karlsruher         | URSAPHARM-Arena                | 19 de abril | 19 de abril |
| Magdeburgo          | –          | Fortuna Düsseldorf | MDCC-Arena                     | 19 de abril | 19 de abril |
| Hannover 96         | –          | Paderborn 07       | Heinz-von-Heide-Arena          | 19 de abril | 19 de abril |
| Greuther Fürth      | –          | Darmstadt 98       | Sportpark Ronhof Thomas Sommer | 19 de abril | 19 de abril |
| Schalke 04          | –          | Preußen Münster    | Veltins-Arena                  | 19 de abril | 19 de abril |
| Eintracht Brunswick | –          | Hertha Berlín      | Eintracht-Stadion              | 19 de abril | 19 de abril |
| Arminia Bielefeld   | –          | Núremberg          | SchücoArena                    | 19 de abril | 19 de abril |
| Dinamo Dresde       | –          | Bochum             | Rudolf-Harbig-Stadion          | 19 de abril | 19 de abril |

| Jornada 31         | Jornada 31 | Jornada 31          | Jornada 31                     | Jornada 31  | Jornada 31  |
| Local              | Resultado  | Visitante           | Estadio                        | Fecha       | Hora        |
| ------------------ | ---------- | ------------------- | ------------------------------ | ----------- | ----------- |
| Bochum             | –          | Greuther Fürth      | Vonovia Ruhrstadion            | 26 de abril | 26 de abril |
| Paderborn 07       | –          | Schalke 04          | Home Deluxe Arena              | 26 de abril | 26 de abril |
| Fortuna Düsseldorf | –          | Dinamo Dresde       | Merkur Spiel-Arena             | 26 de abril | 26 de abril |
| Kaiserslautern     | –          | Eintracht Brunswick | Fritz-Walter-Stadion           | 26 de abril | 26 de abril |
| Karlsruher         | –          | Hannover 96         | Wildparkstadion                | 26 de abril | 26 de abril |
| Núremberg          | –          | Magdeburgo          | Max-Morlock-Stadion            | 26 de abril | 26 de abril |
| Hertha Berlín      | –          | Holstein Kiel       | Olímpico de Berlín             | 26 de abril | 26 de abril |
| Darmstadt 98       | –          | Elversberg          | Merck-Stadion am Böllenfalltor | 26 de abril | 26 de abril |
| Preußen Münster    | –          | Arminia Bielefeld   | Preußenstadion                 | 26 de abril | 26 de abril |

| Jornada 32        | Jornada 32 | Jornada 32          | Jornada 32                     | Jornada 32 | Jornada 32 |
| Local             | Resultado  | Visitante           | Estadio                        | Fecha      | Hora       |
| ----------------- | ---------- | ------------------- | ------------------------------ | ---------- | ---------- |
| Holstein Kiel     | –          | Eintracht Brunswick | Holstein-Stadion               | 3 de mayo  | 3 de mayo  |
| Elversberg        | –          | Paderborn 07        | URSAPHARM-Arena                | 3 de mayo  | 3 de mayo  |
| Magdeburgo        | –          | Hertha Berlín       | MDCC-Arena                     | 3 de mayo  | 3 de mayo  |
| Karlsruher        | –          | Darmstadt 98        | Wildparkstadion                | 3 de mayo  | 3 de mayo  |
| Hannover 96       | –          | Preußen Münster     | Heinz-von-Heide-Arena          | 3 de mayo  | 3 de mayo  |
| Greuther Fürth    | –          | Núremberg           | Sportpark Ronhof Thomas Sommer | 3 de mayo  | 3 de mayo  |
| Schalke 04        | –          | Fortuna Düsseldorf  | Veltins-Arena                  | 3 de mayo  | 3 de mayo  |
| Arminia Bielefeld | –          | Bochum              | SchücoArena                    | 3 de mayo  | 3 de mayo  |
| Dinamo Dresde     | –          | Kaiserslautern      | Rudolf-Harbig-Stadion          | 3 de mayo  | 3 de mayo  |

| Jornada 33          | Jornada 33 | Jornada 33        | Jornada 33           | Jornada 33 | Jornada 33 |
| Local               | Resultado  | Visitante         | Estadio              | Fecha      | Hora       |
| ------------------- | ---------- | ----------------- | -------------------- | ---------- | ---------- |
| Holstein Kiel       | –          | Magdeburgo        | Holstein-Stadion     | 10 de mayo | 10 de mayo |
| Bochum              | –          | Hannover 96       | Vonovia Ruhrstadion  | 10 de mayo | 10 de mayo |
| Paderborn 07        | –          | Karlsruher        | Home Deluxe Arena    | 10 de mayo | 10 de mayo |
| Fortuna Düsseldorf  | –          | Elversberg        | Merkur Spiel-Arena   | 10 de mayo | 10 de mayo |
| Kaiserslautern      | –          | Arminia Bielefeld | Fritz-Walter-Stadion | 10 de mayo | 10 de mayo |
| Núremberg           | –          | Schalke 04        | Max-Morlock-Stadion  | 10 de mayo | 10 de mayo |
| Hertha Berlín       | –          | Greuther Fürth    | Olímpico de Berlín   | 10 de mayo | 10 de mayo |
| Preußen Münster     | –          | Darmstadt 98      | Preußenstadion       | 10 de mayo | 10 de mayo |
| Eintracht Brunswick | –          | Dinamo Dresde     | Eintracht-Stadion    | 10 de mayo | 10 de mayo |

| Jornada 34        | Jornada 34 | Jornada 34          | Jornada 34                     | Jornada 34 | Jornada 34 |
| Local             | Resultado  | Visitante           | Estadio                        | Fecha      | Hora       |
| ----------------- | ---------- | ------------------- | ------------------------------ | ---------- | ---------- |
| Elversberg        | –          | Preußen Münster     | URSAPHARM-Arena                | 17 de mayo | 15:30      |
| Magdeburgo        | –          | Kaiserslautern      | MDCC-Arena                     | 17 de mayo | 15:30      |
| Karlsruher        | –          | Bochum              | Wildparkstadion                | 17 de mayo | 15:30      |
| Hannover 96       | –          | Núremberg           | Heinz-von-Heide-Arena          | 17 de mayo | 15:30      |
| Darmstadt 98      | –          | Paderborn 07        | Merck-Stadion am Böllenfalltor | 17 de mayo | 15:30      |
| Greuther Fürth    | –          | Fortuna Düsseldorf  | Sportpark Ronhof Thomas Sommer | 17 de mayo | 15:30      |
| Schalke 04        | –          | Eintracht Brunswick | Veltins-Arena                  | 17 de mayo | 15:30      |
| Arminia Bielefeld | –          | Hertha Berlín       | SchücoArena                    | 17 de mayo | 15:30      |
| Dinamo Dresde     | –          | Holstein Kiel       | Rudolf-Harbig-Stadion          | 17 de mayo | 15:30      |

### Campeón
|                                                     |
| Bandera de ?                                        |
| Por definir ?.° título Asciende a la 1. Bundesliga. |
| También asciende por definir como subcampeón.       |

## Play-offs de ascenso y descenso
Los horarios corresponden al huso horario de Alemania (Hora central europea): UTC+2 en horario de verano.

### Ascenso
| Ida; |  | vs. |  |  |  |

| Vuelta; |  | vs. |  |  |  |

### Descenso
| Ida; |  | vs. |  |  |  |

| Vuelta; |  | vs. |  |  |  |

## Datos y estadísticas

### Récords
- Primer gol de la temporada:
- Último gol de la temporada:
- Gol más rápido:
- Gol más cercano al final del encuentro:
- Mayor número de goles marcados en un partido:
- Partido con más espectadores:
- Partido con menos espectadores:
- Mayor victoria local:
- Mayor victoria visitante:

### Máximos goleadores
Actualizado el 13 de abril de 2025.
| Pos. | Jugador | Equipo | Goles | Part. | Prom. |
| ---- | ------- | ------ | ----- | ----- | ----- |

### Máximos asistentes
Actualizado el 13 de abril de 2025.
| Pos. | Jugador | Equipo | Goles | Part. | Prom. |
| ---- | ------- | ------ | ----- | ----- | ----- |

### Autogoles
| Fecha | Jugador | Minuto | Local | Resultado | Visitante | Jornada |
| ----- | ------- | ------ | ----- | --------- | --------- | ------- |

### Hat-tricks o pókers
Aquí se encuentra la lista de hat-tricks y póker de goles (en general, tres o más goles marcados por un jugador en un mismo encuentro) conseguidos en la temporada.
| Fecha | Jugador | Goles | Local | Resultado | Visitante | Jornada |
| ----- | ------- | ----- | ----- | --------- | --------- | ------- |